# Dovrefjell
Dovrefjell je pohoří v jižním Norsku v krajích Møre a Romsdal, Trøndelag, Innlandet. Na severu je odděleno údolím Sunndalen od pohoří Trollheimen, na jihu je odděleno údolím Romsdalen od Reinheimenu. Východní část protíná norská páteřní silnice E6 (Drivdalen). Z východu je pohoří ohraničeno Orkdalenem, za nímž se rozkládá masiv Forolhogny. Na západě u Åndalsnesu svahy padají do vod Romsdalsfjordu a na severozápadě je odděluje Langfjorden od poloostrova Nordmøre.
Nejvyšším vrcholem pohoří je Snøhetta (2286 m n. m.), za ní následují Svånåtindan (2215) a Skredahøin (2004). Díky nim je po Jotunheimenu druhým nejvyšším pohořím v Norsku. Hory patří do systému Skandinávského pohoří a jsou budovány velmi starými horninami z období kaledonského vrásnění.
Zajímavým zástupcem dovrefjellské fauny je pižmoň. Jádro pohoří je chráněno jako Národní park Dovrefjell Sunndalsfjella (Dovrefjell Sunndalsfjella nasjonalpark).
Horská tundra je bohatá na množství rostlinných druhů, mimo jiné i proto, že část podloží tvoří vápence, které jsou v norských horách jinak velmi vzácné.